# 거울망상증
거울망상증(Mirrored-self misidentification)은 거울에 비친 자신의 모습이 어린 자아 혹은 제2의 자아, 이방인, 친척 등 다른 사람이라고 믿는 망상적 신념이다. 치매 환자에게서 가장 흔히 보인다. 환자는 거울 속 타인의 모습을 인지하는 능력은 유지한다. 외상성 뇌손상, 뇌졸중, 혹은 일반 신경질환이 원인인 우뇌 두개골 부전(right hemisphere cranial dysfunction)이 원인이다. 단일주제 망상(monothematic delusion)의 한 예시이다. 단일주제 망상은 모든 비정상적인 믿음이 하나의 주제가 있는 증상이다. 반면 복합주제 망상(polythematic delusion)은 다양한 무관한 망상적 믿음들이 존재하도 있는 것이다. 또한 거울망상증은 망상적 오인 증후군(delusional misidentification syndrome, DMS)의 하나로 분류되기도 한다. 거울망상증 환자는 장소, 물체, 사람, 사건을 잘못 인식한다. 환자는 심리적 증상에 대해 인지하지 못하고 있으며, 이를 바로 잡는 것도 저항하며, 증상이 뇌질환, 특히 우반구 뇌손상(right hemisphere brain damage) 및 기능부전과도 연관되어 있다.